# Иловые змеи
Иловые змеи, или роговые змеи (лат. Farancia) — род змей из семейства ужеобразных, обитающий в Северной Америке.

## Описание
Общая длина представителей этого рода колеблется от 75 см до 2 м. Голова небольшая, сжатая с боков. Туловище очень стройное, тонкое. Окраска спины тёмно-коричневая или чёрное. Брюхо красно-оранжевое. От брюха могут тянутся красные поперечные линии или продольные оранжевые линии.

## Образ жизни
Населяют различные водоёмы. Активны ночью. Питаются земноводными, рыбой, червями.

## Размножение
Это яйцекладущие змеи. Самки откладывают до 100 яиц, иногда больше.

## Распространение
Являются эндемиками США.

## Классификация
На июль 2018 года в род включают 2 вида:
- Farancia abacura (Holbrook, 1836) — Иловая змея, или роговая змея
- Farancia erytrogramma (Palissot De Beauvois, 1802) — Красноточечная иловая змея